# Nordøen
Nordøen er den nordligste af New Zealands to store øer. Landets hovedstad Wellington ligger på sydspidsen af øen, og landets største by Auckland ligger på nordsiden.
Øen har et areal på 113.700 km² og er dermed mindre end Sydøen. Øen er verdens 14. største ø.
39°S 176°Ø / 39°S 176°Ø